# Pararota gracilis
Pararota gracilis är en insektsart som beskrevs av Piza Jr. 1973. Pararota gracilis ingår i släktet Pararota och familjen vårtbitare. Inga underarter finns listade i Catalogue of Life.